# Will of the People
 (septembre 2024).
 (septembre 2024).
Albums de Muse
Simulation Theory
(2018) LP10
(2026)
Singles
1. Won't Stand Down
Sortie : 13 janvier 2022
2. Compliance
Sortie : 17 mars 2022
3. Will of the People
Sortie : 1er juin 2022
4. Kill or Be Killed
Sortie : 21 juillet 2022
5. You Make Me Feel Like It’s Halloween
Sortie : 26 août 2022
6. Ghosts (How Can I Move On)
Sortie : 25 novembre 2022

Will of the People est le neuvième album studio du groupe britannique Muse paru le 26 août 2022. Il est le successeur de Simulation Theory, paru en 2018. L'album a été écrit à Los Angeles et enregistré en 2021 au studio Abbey Road à Londres, tout juste 20 ans après Origin of Symmetry, dernier album du groupe ayant été enregistré dans ce studio.
Le premier single issu de l'album, Won't Stand Down, est publié le 13 janvier 2022. Trois autres singles sortent par la suite : Compliance, Will of the People, Kill or Be Killed puis un cinquième le jour de la sortie de l’album : You Make Me Feel Like It’s Halloween. Ghosts (How Can I Move On) sortira en Novembre 2022 en single hors album avec deux collaborations.
Avec 10 morceaux et 37 minutes 35 secondes, il s'agit de l’album le plus court de la discographie du groupe et le premier album de l’industrie musicale à sortir au format NFT.

## Développement
Après s'être essayé dans deux projets musicaux en 2020, un album avec le supergroupe The Jaded Hearts Club et des compositions en solo, Matthew Bellamy annonce dans le numéro d'août 2020 de Total Guitar et sur la page Facebook officielle du groupe le 3 août 2020 un retour en studio du groupe, probablement dès 2021, pour l’enregistrement de l'album, successeur de Simulation Theory paru en 2018. Cette fois-ci, l'album ne sera pas dirigé par Matt, mais pas Dominic Howard.
À l’origine, Warner Bros., le label du groupe, souhaitait un best of des plus gros succès du groupe. Ce dernier refuse et Matthew Bellamy propose à la place des compositions originales qui seraient chacune la « meilleure version de chaque style ». Il déclare au média MetalZone : « Nous étions arrivés à un point où il était question de faire un album de nos plus grands succès, et nous n’étions pas vraiment en faveur de cela. Donc on a presque fait un disque qui est une compilation de nos plus grands succès – mais avec de nouvelles chansons. Cela signifie que cet album contient un morceau de Metal – et c’est comme, le meilleur morceau de Metal que nous ayons jamais fait. Et il y a une sorte de ballade douce, une chanson d’amour, et c’est probablement la meilleure ballade d’amour qu’on ait jamais faite, et ainsi de suite. ».
Le 26 décembre 2021, Matthew Bellamy fait un direct Instagram avec le compte du groupe à bord de sa voiture dans les rues de Los Angeles, accompagné de son fils, où il dévoile un extrait d'un morceau inédit intitulé Won't Stand Down en fond sonore. Le morceau se présente comme le plus heavy metal de la discographie du groupe. Le 7 janvier 2022, le titre, la pochette et la date de sortie du single sont officiellement annoncés par le groupe sur les réseaux sociaux.
Le 9 mars 2022, une courte vidéo postée par le groupe sur YouTube donne des indications sur la pochette de l'album et sur les titres qui composeront celui-ci. Deux jours plus tard, le deuxième single de l'album Compliance est annoncé sur les réseaux sociaux pour une sortie le jeudi 17 mars 2022. Le single Compliance est alors publié sur les plateformes de streaming. Lors de cette sortie, le groupe dévoilet officiellement la date de sortie de l'album fixé au 26 août 2022 ainsi que la pochette, les pistes de l'album et les formats de sortie.
Le troisième single éponyme de l’album, Will of the People, sort le 1er juin 2022. Quelques jours plus tard, le groupe dévoile Kill or Be Killed, un quatrième extrait inédit de l’album lors du festival Rock am Ring en Allemagne, festival d’ouverture de la tournée d’été. Le titre sort officiellement le 21 juillet 2022. Le 26 août 2022, jour de la sortie de l'album, paraît You Make Me Feel Like It’s Halloween, cinquième extrait de l'album ainsi que le clip vidéo, à l'effigie des films d'horreur mythiques des années 1970-2000 comme Halloween, Scream, Vendredi 13, L'Exorciste, Misery, Shining, etc.
Le 25 novembre 2022, sort le sixième single, Ghosts (How Can I Move On). Il est accompagné d’une face-B, une version de la chanson en duo avec la chanteuse italienne Elisa Toffoli,. Deux semaines plus tard, une version en français sort en duo avec la chanteuse Mylène Farmer,,.

## L'album

### Artworks (album et singles)
La pochette de l'album est dévoilée le 17 mars 2022 à l’occasion de la sortie du deuxième extrait Compliance. Elle représente les têtes géantes sculptées en pierre des trois membres du groupe à moitié ensevelies et endommagées. Les visages sont tagués du monogramme « WOTP ». L’atmosphère lumineuse orangée et apocalyptique évoque un côté dramatique comme lors des incendies géants. Il s'agit du premier album depuis Black Holes and Revelations (2006) à ne pas faire apparaitre le logo du groupe sur la pochette et du deuxième album après Simulation Theory (2018) à faire apparaitre le visage des membres du groupe.
L'artwork de Won't Stand Down représente le personnage de Kueen, vêtu d'une toge noire à capuche et un masque métallique couvrant tout son visage survolant  dix disciples casqués. Le nom du groupe est inscrit au centre, sous lequel se trouve le nom du morceau ainsi qu'un monogramme formé par la superposition des lettres W, O, T et P (initiales du titre de l'album Will of the People). Ce logo se retrouve également sur les costumes des disciples dans le clip de Won't Stand Down.
Dans une courte vidéo publiée sur leur page internet le 8 mars 2022, le titre Will of the People est répété en boucle, qui correspondrait ainsi au monogramme WOTP visible dans le clip de Won't Stand Down.
Le photographe chargé de la communication du groupe pour cet album est Nick Fancher.

### Thèmes
D'après le groupe sur le réseau social Instagram dans un texte en vidéo posté le 16 mars 2022, Will Of The People a été créé à Los Angeles et à Londres. Il est influencé par l'augmentation de l'instabilité dans le monde, la pandémie du COVID-19, la guerre en Ukraine, manifestations et émeutes massives à travers le globe, une tentative d'insurrection, des démocraties occidentales vacillantes, la montée de l'autoritarisme, les catastrophes naturelles liées aux changements climatiques comme les incendies de forêt,.
D’après Matthew Bellamy dans le magazine Metalzone à propos du premier single, « “Won’t Stand Down est une chanson qui parle de se défendre contre les brutes, que ce soit dans la cour de récréation, au travail ou ailleurs. [Cette chanson parle de] se protéger de la coercition et de la manipulation sociopathique et d’affronter l’adversité avec force, confiance et agressivité.” ».
Dans une vidéo publiée les 11 mars 2022, le groupe donne une définition au mot « compliance », à propos du morceau du même nom : « La compliance est une promesse de sécurité et réconfort qui nous est vendue par les puissants en temps de vulnérabilité. Les gangs, les gouvernements, les démagogues, les médias sociaux, les algorithmes et les religions nous séduisent par des tromperies de contrevérités et des fables réconfortantes. Ils veulent nous faire adhérer à leur vision étroite du monde, nous faire obéir et fermer les yeux sur nos propres voix intérieure de la raison et de la compassion. Ils ont juste besoin de notre compliance. ». Cette définition donnée par le groupe établie que les entités dites « supérieures » manipulent les foules en modifiant la vision des sociétés, les idées en la modelant à leur propre valeurs, une vision étriquée et non tolérante.

### Sonorités
L'album est principalement composé de sonorités rock et acoustiques. Il s'agit de l'album le moins électronique des dernières décennies de la discographie du groupe. Un seul morceau, Verona, est principalement électronique. Le reste de l'album alterne des chansons rock, glam rock, nu metal ou encore acoustique au piano. En avril 2021, le batteur Dominic Howard déclare que l'album « sonne lourd ». Won't Stand Down, le premier extrait de l'album a des sonorités rock et Heavy metal. 

## Liste des pistes
| 1.    | Will of the People                   | 3:18 |
| 2.    | Compliance                           | 4:10 |
| 3.    | Liberation                           | 3:06 |
| 4.    | Won't Stand Down                     | 3:29 |
| 5.    | Ghosts (How Can I Move On)           | 3:37 |
| 6.    | You Make Me Feel Like It’s Halloween | 3:00 |
| 7.    | Kill or Be Killed                    | 4:59 |
| 8.    | Verona                               | 4:57 |
| 9.    | Euphoria                             | 3:23 |
| 10.   | We Are Fucking Fucked                | 3:26 |
| 37:35 |                                      |      |

## Formats de l'album
La liste des titres est dévoilée le 17 mars 2022 lors de l'annonce officielle de l'album et de la sortie du single "Compliance" le même jour. L'album contient une base commune de 10 morceaux inédits.
L'album sort en plusieurs formats:

### Formats internationaux
- Vinyle Standard noir
- Vinyle Exclusif rouge marbré Edition Collector
- Cassette (3 coloris)
- Pack Standard (Vinyle + CD)
- Pack Music Deluxe (Vinyle + CD + 3 cassettes) avec pochoir WOTP
- Pack Vinyles (noir et rouge marbré Edition collector)
- Pack 3 cassettes
- Numérique, 10 titres
- NFT
- Vinyle Zoetrope Blood Records Edition Limitée (8000 exemplaires numérotés à la main)[21]

Chaque format est disponible en version dédicacée par le groupe.

### Exclusivité France
Des variantes vendues exclusivement en France incluent une feutrine pour platine vinyle.
- Vinyle Standard noir + feutrine (Exclusivité France)
- Vinyle Exclusif rouge marbré Edition Collector + feutrine (Exclusivité France)
- Vinyles + feutrine (Exclusivité France)

## Accueil
En Mai 2023, l'album s'est vendu à près de 600 000 exemplaires dans le monde dont 100 000 en France et 300 000 au Royaume-Uni, certifié disque de Diamant dans ces deux pays.[réf. nécessaire]

### Classements et notes
| Pays                               | Position |
| ---------------------------------- | -------- |
| Australie (ARIA)                   | 1        |
| Autriche (03 Austria)              | 1        |
| Belgique (Ultratop Flandre)        | 2        |
| Belgique (Ultratop Wallonie)       | 1        |
| Canada (Bliiboard)                 | 5        |
| République Tchèque (CNS IFPI)      | 37       |
| Danemark (Hitlisten)               | 18       |
| Pays-Bas (Top 100 albums)          | 2        |
| Finlande (Suomen Virallinen Lista) | 2        |
| France (SNEP)                      | 1        |
| Allemagne (Top 100)                | 2        |
| Hongrie (MAHAMZ)                   | 4        |
| Irlande (OCC)                      | 2        |
| Italie (FIMI)                      | 1        |
| Japon (Orion)                      | 15       |
| Lituanie (AGATA)                   | 58       |
| Nouvelle-Zélande (RMNZ)            | 1        |
| Norvège (VG-Lista)                 | 16       |
| Écosse (OCC)                       | 1        |
| Portugal (AFP)                     | 1        |
| Pologne (ZPAV)                     | 6        |
| Espagne (PROMUSICAE)               | 2        |
| Suède (Sverigetopplistan)          | 27       |
| Suisse (Hitparade)                 | 1        |
| Royaume-Uni (OCC)                  | 1        |
| Etats-Unis (Billboard 200)         | 15       |

| Pays                         | Position |
| ---------------------------- | -------- |
| Belgique (Ultratop Wallonie) | 32       |
| Belgique (Ultratop Flandre)  | 176      |
| Pays-Bas (Top 100 Albums)    | 96       |
| France (SNEP)                | 43       |
| Suisse (Hitparade)           | 15       |
| Royaume-Uni (OCC)            | 85       |

## Les vidéos
Le clip de Won't Stand Down sort le 13 janvier 2022, jour de la sortie mondiale du morceau. Il est réalisé par Jared Hogan. Il a été tourné à Kiev en Ukraine fin 2021.  
La vidéo de Compliance est quant à elle publiée le 17 mars 2022 sur YouTube. Elle a été réalisée par le réalisateur anglais Jeremi Durand. Elle met en scène les membres du groupe grimés de masques interprétés par six comédiens, trois pour les personnages enfants de Muse et trois pour les personnages adultes. Ils évoluent dans un univers dystopique à l'image du film américain Looper. 
La vidéo du troisième extrait, Will of the People, est publiée le 1er juin 2022 sur YouTube. 
La vidéo de You Make Me Feel Like It’s Halloween est publiée le 26 août 2022 sur YouTube. Elle a été réalisée par le réalisateur américain Tom Teller. Elle met en scène un groupe de cambrioleur pénétrant dans un manoir hanté pour le saccager. Ils sont alors attaqués par des phénomènes paranormaux au sein du manoir. Ses phénomènes font référence à de nombreux films d’horreur de la culture pop des années 70 et 80 comme Poltergeist, Vendredi 13, L’Exorciste, Scream, Saw et la saga Halloween (les masques portés par les personnages), mais également Ça avec les ballons rouges et l’imperméable jaune porté par le clown, accrochés au mur, dans le couloir de l’hôtel Overlook dans le film Shining. 

## Tournée
La tournée promotionnelle de l'album, le "Will of the People World Tour" débute en avril 2022 à Londres et se termine par la tournée des stades en Europe de Mai à Juillet 2023 et une date en Malaisie à Kuala Lumpur fin Juillet 2023.
Les premières dates concernant la tournée promotionnelle de l'album sont annoncées en 2021. Le groupe se produit à l'été 2022 dans de nombreux festivals européens.
Le 1er juin 2022, le groupe annonce une série de 10 concerts intimistes.
En août et Septembre 2022, le groupe dévoile la tournée Européenne avec 18 dates dans le salles et stades à l'été 2023, puis la tournée Nord-Américaine de 2023 avec 29 dates dans des salles et arènes. 
Personnel :
- Muse
  - Matthew Bellamy – guitare, piano, synthétiseur, chant
  - Dominic Howard – batterie, percussions
  - Christopher Wolstenholme – guitare basse, piano, synthétiseur, chœurs
- Membre de tournée : Dan Lancaster (choeurs, guitare, piano, claviers et mixage)
- Personnel additionnel
  - Aleks Von Korff - Additional production, Engineering, ATMOS Mixing
  - Adrian Bushby - Ingénieur
  - Joe Devenney - Assistant ingénieur
  - Dan Lancaster - Mixage
  - Rhys May - Assistant mixage
  - Chris Whitemyer - Assistant technique
  - Andy Maxwell - Abbey Road assistant
  - Tommy Bosustow - Abbey Road assistant
  - Chris Gehringer - Mastering